# Megachile valida
Megachile valida är en biart som beskrevs av Smith 1879. Megachile valida ingår i släktet tapetserarbin, och familjen buksamlarbin. Inga underarter finns listade i Catalogue of Life.